# FK Lovćen
A Lovćen montenegrói labdarúgócsapat Cetinje városából. Jelenleg a montenegrói élvonalban szerepel, ahova a másodosztály első bajnokaként a 2007-ben jutott fel.

## Története
Az 1913 júniusában alapított labdarúgócsapat az első független montenegrói labdarúgó-bajnokság másodosztályába nyert besorolást 2006-ban, amit meg is nyert.
2007 nyarán mutatkozott be az élvonalban, amelyet végül a 6. helyen zárt. A 2008–09-es szezonban a középmezőnyben vitézkedő Lovćen bejutott a nemzeti kupa fináléjába. A 2009. május 13-án Podgoricában rendezett kupadöntőn csak a hosszabbítás utolsó perceiben született döntés, az OFK Petrovac Rotković 118. percben szerzett találatának köszönhetően 1–0-s arányban múlta felül a „cetinjei sasokat”.

## Eredményei

### Montenegrói labdarúgó-bajnokságban
| Szezon    | Oszt. | Hely | J  | Gy | D  | V  | Rg | Kg | P  | Montenegrói kupa | Európai kupák | Európai kupák | Megj.     |
| --------- | ----- | ---- | -- | -- | -- | -- | -- | -- | -- | ---------------- | ------------- | ------------- | --------- |
| 2006–2007 | II.   | 1.   | 33 | 21 | 6  | 6  | 50 | 21 | 69 | 1/32             |               |               | Feljutott |
| 2007–2008 | I.    | 6.   | 33 | 11 | 10 | 12 | 28 | 30 | 43 | 1/16             |               |               |           |
| 2008–2009 | I.    | 8.   | 33 | 10 | 10 | 13 | 25 | 25 | 40 | ezüstérmes       |               |               |           |

## Külső hivatkozások
- Hivatalos honlap (szerbül)
- Adatlapja az uefa.com-on (angolul)
- Adatlapja Archiválva 2016. március 4-i dátummal a Wayback Machine-ben a foot.dk-n (angolul)
- Adatlapja Archiválva 2011. július 27-i dátummal a Wayback Machine-ben a weltfussballarchiv.com-on (angolul)
- Legutóbbi eredményei a soccerway.com-on (angolul)